# نايل كامبل
نايل كامبل (بالإنجليزية: Niall Campbell)‏ هو شاعر بريطاني، ولد في 1984 في جنوب يويست في المملكة المتحدة.